# Behat
Behat es un pueblo y nagar Panchayat situado en el distrito de Saharanpur en el estado de Uttar Pradesh (India). Su población es de 20474 habitantes (2011). Se encuentra a 190 km de Nueva Delhi.

## Demografía
Según el censo de 2011 la población de Behat era de 20474 habitantes, de los cuales 10886 eran hombres y 9588 eran mujeres. Behat tiene una tasa media de alfabetización del 70,03%, superior a la media estatal del 67,68%: la alfabetización masculina es del 75,95%, y la alfabetización femenina del 63,28%.